# هامبتون غليسون
هامبتون غليسون (بالإنجليزية: Hampton Gleeson)‏ هو سياسي بريطاني وأسترالي (وحمل سابقاً جنسية المملكة المتحدة لبريطانيا العظمى وأيرلندا)، ولد في 31 أغسطس 1834، وتوفي في 10 أبريل 1907. انتخب عضو مجلس النواب جنوب أستراليا من الجمعية عن دائرة Electoral district of Flinders ‏ وقد انضم خلال فترته النيابية (21 أبريل 1870 – 26 ديسمبر 1871)  للكتلة البرلمانية مستقل.